# Rafael Llopart
Rafael Llopart Vidaud (Guantánamo, Cuba; 7 de octubre de 1875 —   Barcelona, España; 23 de junio de 1951), fue un industrial y dirigente deportivo español, de origen cubano. Fue presidente del Fútbol Club Barcelona entre 1915 y 1916.

## Biografía
Rafael Llopart Vidaud nació en 1875 en Cuba, por entonces territorio español. Su padre, Rafael Llopart Ferret, era un indiano originario de Sitges que, posteriormente, regresó a Cataluña para invertir su fortuna en la industria textil. Llopart Vidaud continuó los negocios textiles iniciados por su padre. En 1924, con Joan Martí y Joan Trenchs como socios, constituyó la sociedad Textil Martí, Llopart y Trenchs S.A., con fábricas en Roselló y Pla de Santa María. 
Aficionado a la floricultura, poseía grandes invernaderos en Sitges y era suministrador oficial de flores de la reina Victoria Eugenia. Fue impulsor de la Exposición Nacional de Claveles y del concurso de alfombras de flores del Corpus de Sitges.

### Como dirigente deportivo
Ingresó en la junta directiva del FC Barcelona durante el segundo mandato presidencial de Hans Gamper, ejerciendo como tesorero entre 1911 y 1913. Hombre de confianza del fundador del club, en la asamblea del 29 de junio de 1915 los socios le eligieron presidente para pacificar la entidad, después de la controvertida presidencia de Joaquín Peris de Vargas. Con una junta totalmente renovada, Llopart logró el consenso para acabar con las fracturas internas. 
La paz social instalada durante la temporada 1915/16 benefició al equipo de fútbol, que conquistó el Campeonato de Cataluña ganando todos los partidos del torneo. Sin embargo en el campeonato de España los azulgranas cayeron en la semifinal, tras cuatro partidos -dos de desempate- ante el Real Madrid. La épica eliminatoria terminó con la retirada de los jugadores barcelonistas, en la prórroga del segundo desempate, en protesta por la parcialidad del arbitraje de José Ángel Berraondo. Tras estos incidentes, Llopart renunció a seguir al frente del club una segunda temporada, a pesar de tener el apoyo de la masa social. El 25 de junio de 1916 fue relevado por Gaspar Rosés. Entre la herencia de su paso por el club destaca también la creación de la primera sección de la entidad, la de atletismo.
Al margen del FC Barcelona, Llopart fue presidente del desaparecido Club Deportiu Sitgetà. Posteriormente fue presidente de honor de su heredero, la UE Sitges.